# MIRV

Schema di lancio di un missile Minuteman III
1) Lancio del missile dal silos
2) Distacco della copertura esterna (E in giallo) e del primo razzo vettore (A)
3) Distacco del secondo razzo vettore (B)
4) Distacco del terzo razzo vettore (C)
5) Apertura della punta (D)
6) Rilascio delle testate
7) Le testate seguono traiettorie indipendenti
8) Le testate colpiscono gli obiettivi assegnati.

Le testate MIRV (Multiple Independently targetable Reentry Vehicles), dette anche testate multiple indipendenti, sviluppate nella seconda metà degli anni sessanta, permisero ad un missile balistico di trasportare un numero di testate nucleari tali da colpire con un solo vettore decine di bersagli simultaneamente. Questo moltiplicò le capacità distruttive dei missili pur mantenendone invariato il numero.

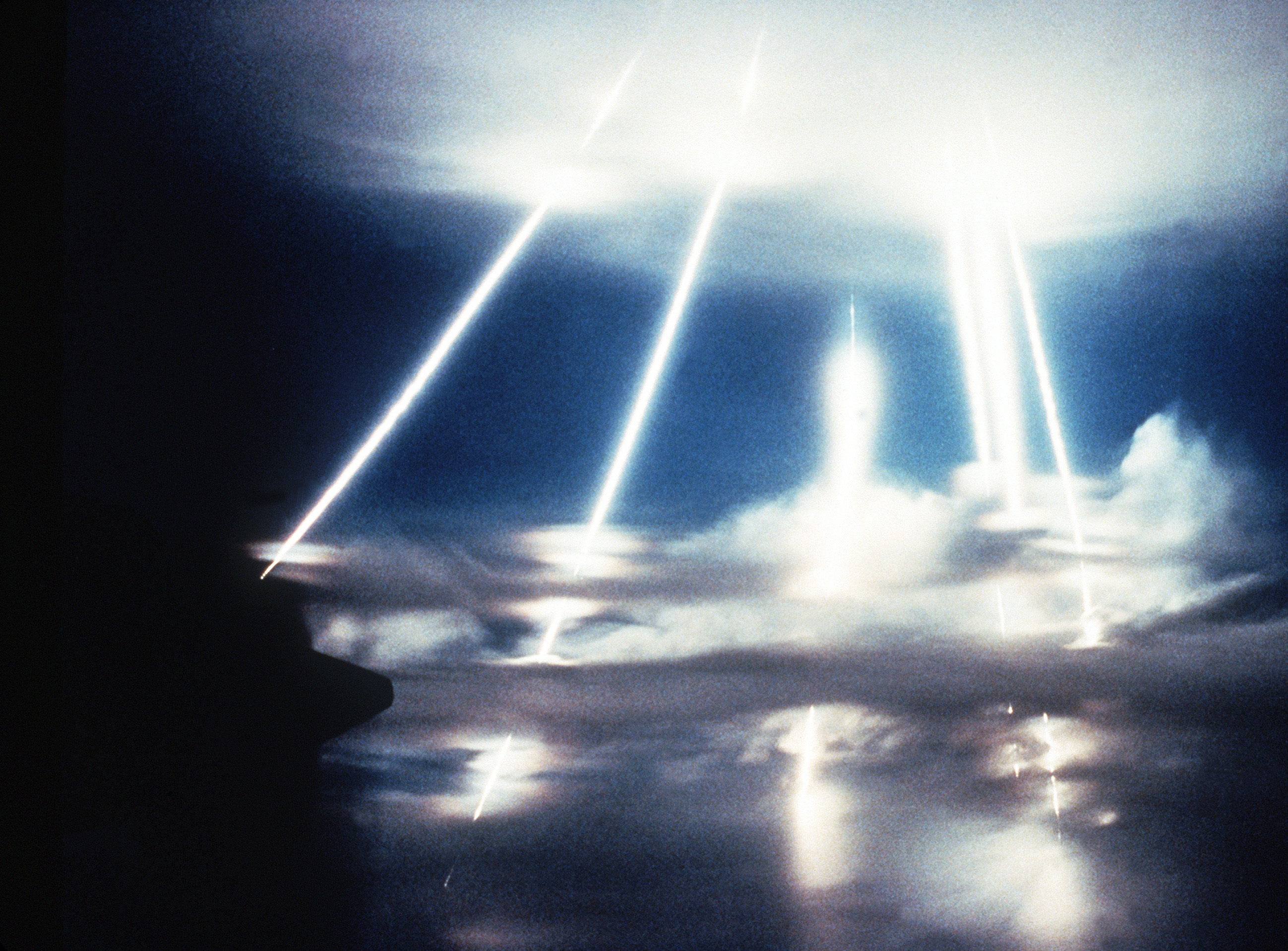
La separazione delle varie testate nucleari del missile MIRV LGM-118 Peacekeeper alcuni chilometri sopra il bersaglio

Lo scopo della progettazione di tale sistema fu essenzialmente un'evoluzione del sistema MRV che invece prevedeva l'uso di più testate contro lo stesso bersaglio. A tale proposito l'utilizzo delle testate multiple garantisce molteplici vantaggi a livello tattico: si aumenta la capacità distruttiva dei propri sistemi diminuendo la potenza delle testate, si ha la capacità di distruggere più obiettivi, si mettono praticamente fuori uso le difese anti-missile degli avversari, che difficilmente sono capaci di intercettarle.
Il funzionamento di un ICBM dotato di testate MIRV può essere diviso schematicamente in tre fasi. Nella prima fase, detta di "propulsione", il missile uscito dal silos sale in quota; in questa fase il primo ed il secondo stadio si distaccano ad un'altezza predefinita fin quando non si arriva alla seconda fase, dove il veicolo di rientro principale (la punta del missile) si ritrova lanciato in orbita ed utilizza dei piccoli propulsori ed il suo sistema di navigazione inerziale per posizionarsi sulla traiettoria di rilascio testate. A questo punto il veicolo principale inizia a scendere in atmosfera; man mano che scende rilascerà le testate nucleari che contiene al suo interno e queste colpiranno autonomamente i bersagli prestabiliti dal computer. Questa spiegazione è molto semplificata, ma in linea di massima questo è il funzionamento di un vettore con testate MIRV.
Attualmente un sistema ancora più efficiente chiamato MARV (MAneuverable Reentry Vehicle), che dovrebbe essere basato su testate multiple indipendenti capaci di modificare il proprio percorso in quota, è allo studio. Il sistema MARV dovrebbe rendere le testate ancora più difficili da intercettare rispetto alle già quasi inarrestabili MIRV.